# Primera División de Uruguay 1951
Liga Profesional de Primera División 1951 var den 49:e säsongen av Uruguays högstaliga i fotboll, och 20:e säsongen som ligan spelades på professionell nivå. Ligan spelades som ett seriespel där samtliga lag mötte varandra vid två tillfällen. Totalt spelades 90 matcher med 319 gjorda mål.
Peñarol vann sin 20:e titel som uruguayanska mästare.

## Deltagande lag
10 lag deltog i mästerskapet, samtliga från Montevideo.

## Resultat
| Nr | Lag                  | S  | V  | O | F  | GM | IM | MS  | P  |
| -- | -------------------- | -- | -- | - | -- | -- | -- | --- | -- |
| 1  | Peñarol              | 18 | 13 | 3 | 2  | 50 | 14 | +36 | 29 |
| 2  | Nacional             | 18 | 12 | 3 | 3  | 50 | 21 | +29 | 27 |
| 3  | Rampla Juniors       | 18 | 8  | 6 | 4  | 40 | 28 | +12 | 22 |
| 4  | Central FC           | 18 | 6  | 6 | 6  | 23 | 29 | −6  | 18 |
| 5  | Cerro                | 18 | 7  | 3 | 8  | 26 | 38 | −12 | 17 |
| 6  | Danubio              | 18 | 6  | 4 | 8  | 30 | 36 | −6  | 16 |
| 7  | River Plate          | 18 | 6  | 4 | 8  | 31 | 41 | −10 | 16 |
| 8  | CA Defensor          | 18 | 4  | 4 | 10 | 25 | 36 | −11 | 12 |
| 9  | Liverpool            | 18 | 3  | 6 | 9  | 20 | 37 | −17 | 12 |
| 10 | Montevideo Wanderers | 18 | 4  | 3 | 11 | 24 | 39 | −15 | 11 |